# La Légion des imperméables
La Légion des imperméables est une bande dessinée de science-fiction et humoristique de Željko Pahek .
La bande dessinée a connu un grand succès auprès du public et des critiques de Yougoslavie (« le bd culte »),,. Elle fut présentée au public international via les États-Unis et le magazine Heavy Metal,,. Elle est publiée en France par YIL Édition (août 2016).

## Accueil critique
- « En ces vrais peintres: Đorđe Milović, Željko Pahek et Zoran Tucić, nous avons des créateurs contemporains d’une importance véritablement internationale » — Paul Gravett[9].